# 豊島子どもWAKUWAKUネットワーク
豊島子どもWAKUWAKUネットワーク（としまこどもわくわくネットワーク）は、日本の民間団体（特定非営利活動法人）。略称は「WAKUWAKU」。
東京都豊島区の主婦である栗林知絵子が、プレーパークやボランティア活動への参加を通じ、地域ぐるみでの子供たちの支援を思い立ったことを機に、地元の住民たちに呼びかけ、2012年（平成24年）に発足した。当初は地域住民のみの約80人での団体であったが、豊島区がプレーパークの事業拡大に向け、事業委託の意向を示したことで、同区池袋本町のプレーパーク運営団体である池袋本町プレーパークの会を傘下と位置づけ、翌2013年（平成25年）8月に特定非営利活動法人の認証を取得した。
活動内容は、孤食になりがちな子供に安価に食事を提供する「子ども食堂」を始めとし、プレーパーク、学習支援、児童館、シングルマザー同士の交流会などであり、地域の子供や貧困で孤立する家庭に手を差し伸べることを目的としている。中でも子ども食堂は、2014年（平成26年）4月にNHKの情報番組『あさイチ』で活動内容を紹介されたことを機に、テレビ、新聞、雑誌など多くのマスメディアから注目を集め、子ども食堂が日本全国的に広がるきっかけにもなっている。
2015年（平成27年）には、子ども食堂を通じた地域ネットワーク作りのためのシンポジウム「こども食堂サミット」が毎年開催されており、WAKUWAKUはその中核的存在を為している。同2015年には一連の活動の評価により、あしたのまち・くらしづくり活動賞（公益財団法人あしたの日本を創る協会主催）で内閣官房長官賞、東京都女性活躍推進大賞（東京都生活文化局主催）を受賞した。